# Pyriglena leuconota
Pyriglena leuconota е вид птица от семейство Thamnophilidae.

## Разпространение
Видът е разпространен в Боливия, Бразилия, Еквадор, Колумбия, Парагвай и Перу.